# Т-14 «Армата»
Т-14 (Індекс ГБТУ — Об'єкт 148) — російський експериментальний основний бойовий танк на гусеничній платформі «Армата». Має ізольовану безекіпажну башту, а екіпаж знаходиться в броньованій капсулі в корпусі танка.
Прогнозовані дати взяття на озброєння багаторазово змінювалися. Перші заяви говорили про 2015 рік. Відомо лише про надходження дослідної партії до 20 танків у 2021 році, точна кількість невідома.

## Історія

### Розробки безекіпажної башти у СРСР
1971 колектив харківського заводу ім. Малишева в ініціативному порядку запропонував проєкт машини, що згодом отримала позначення ГАБТУ «Об'єкт 450» і заводське позначення Т-74. Машина поділялася на п'ять окремих відсіків: моторно-трансмісійне відділення, відсік з боєкомплектом, відділення з членами екіпажу, відділення із гарматою і додатковим озброєнням, паливне відділення. Але радянське керівництво вважало концепцію танка занадто дорогою і складною у виробництві, приблизно через рік тема була закрита.
На початку 1980-х років завод ім. Малишева почав розробку перспективного танка «Об'єкт 477».

### Створення Т-14
У вересні 2012 року командувач Сухопутними військами РФ генерал-полковник Володимир Чіркін заявляв, що перший дослідний екземпляр має бути випущений 2013 року, а на озброєння танк має бути прийнятий вже у 2015 році.
У січні 2015 року було оголошено, що постачання першої партії в російську армію — лютий 2015. Станом на 13 травня 2015 року танк не надійшов на озброєння, бо не пройшов державні випробування.
У березні 2018 року повідомлялося, що танк пройде попередні випробування до кінця 2018 року.
У лютому 2021 року міноборони РФ уклало контракт з «Уралвагонзаводом» на постачання 132 одиниць танків Т-14 «Армата» до кінця 2021 року. Але 21 листопаду 2021 року стало відомо що постачання перенесено на 2022 рік, наразі лише тривають заводські випробування перших серійних машин.
15 квітня 2022 року стало відомо, що випуск Т-14 зупинено через західні санкції.

## Конструкція
Танк частково базується на експериментальних танках Т-95 і «Чорний орел», успадкувавши від них, зокрема, «лафетне компонування»[джерело?].

### Озброєння
Танк оснащений 125-мм гладкоствольною гарматою 2А82-1М або 152-мм 2А83 на вимогу. Розробки Заводу № 9 з дистанційним (ненаселена башта), повністю цифровим керуванням. Керування гарматою буде вестися з ізольованої бронекапсули. Танк містить до 40 снарядів різного призначення в автоматі заряджання, може вести вогонь у русі. У танка новий автомат подачі боєприпасів, окремий від екіпажу, з «виносом боєприпасів», що дозволяє зберегти життя екіпажу навіть за умови детонації снарядів. Кулеметне озброєння становлять зенітна роботизована установка з кулеметом «Корд» і спарений ПКТМ.

### Двигун і ходова
Колеса ходової частини запозичені від Т-80, через меншу масу, завдяки чому танк полегшав на тонну. 7-колісна активна підвіска на лопатевих амортизаторах з диференціальним механізмом повороту з гідрооб'ємною передачею.
Машина оснащена 12-циліндровим чотиритактним Х-подібним дизельним двигуном з турбонаддувом А-85-3А (12Н360) потужністю 1500 кінських сил. Двигун багатопаливний з безпосереднім упорскуванням. 12Н360 виготовляється Челябінським тракторним заводом. Двигун розроблений Челябінським конструкторським бюро «Трансдизель».

### Захист
Передня проєкція має багатошарову комбіновану броню, дозволяючи танку витримати лобове влучення більшості сучасних і перспективних типів протитанкових снарядів і ракет. Екіпаж, з трьох осіб, що сидять у ряд, розташований в ізольованій бронекапсулі. V-подібне днище. Встановлено активний захист «Афганіт». Він здатний перехоплювати на підльоті до танка не тільки кумулятивні гранати і протитанкові керовані ракети, а й підкаліберні снаряди. «Афганіт» є вдосконаленим нащадком комплексу активного захисту «Штандарт» танка Т-95. Для комбінованої багатошарової броні фахівцями НДІ Сталі розроблені нова бронесталь марки 44с-СВ-Ш електрошлакового переплаву високої стійкості, а також нові матеріали і конструкції наповнювача. Це дозволило зменшити масу конструкції на 15 % при збереженні бронестійкості.

### Зв'язок і спостереження
На танку встановлена новітня радіолокаційна станція, яка здатна одночасно вести до 40 динамічних і до 25 аеродинамічних цілей, контролювати територію в радіусі до 100 кілометрів і в автоматичному режимі знищувати всі, що летять в нього ракети і снаряди на швидкості до 3000 метрів в секунду[джерело?]. Відповідно до техзавдання Мінпромторгу, на танк встановлені радіолокатори Ка-діапазону (26,5-40 ГГц) на базі активної фазованої антенної решітки, зроблені за низькотемпературною керамічною технологією. Т-14 оснащується танковою інформаційно-керівною системою (ТІУС), яка контролює всі вузли та агрегати, керує бортовими системами, діагностує несправності й інтегрується з автоматизованою системою управління танкового підрозділу. Інформація з телевізійних, лазерних і тепловізійних датчиків про бойову обстановку виводиться на монітори танка. Панорамний огляд дозволяє командиру і навіднику бачити поле бою на 360 градусів; Т-14 здатний обмінюватися даними з іншими бронемашинами і командним пунктом.

## Інциденти
Під час репетиції урочистого параду, присвяченому дню Перемоги у Німецько-радянській війні — 7 травня 2015 на Красній площі танк зупинився навпроти Мавзолею і заглух. Водій танка підняв червоний прапорець, що мало сигналізувати про виниклі проблеми. Танк простояв протягом усієї репетиції параду, його причепили тросом до тягача і намагалися відбуксирувати. За одними джерелами, — танк вдалося завести і рушити з місця лише після того, як на місце прибув співробітник (водій-випробувач) фірми-виробника — «Уралвагонзаводу».
За іншими джерелами (спостерігач на місці — кореспондент «Комсомольської правди» Дмитро Смирнов), — до танку підходив міністр оборони Сергій Шойгу; і танк таки врешті-решт відбуксирували з площі за допомогою тягача.
Російський диктор, який коментував репетицію параду, сказав, що глядачам була продемонстрована «евакуація підбитої техніки». Заступник гендиректора «Уралвагонзавода» Олексій Жаріч доповів російським ЗМІ, що танк «повністю справний». Причиною інциденту, на думку Жаріча, стало хвилювання водія, а також той фактор, що «техніка нова і складна». Він зазначив у «твіттері», що на репетиції параду танком керував водій-випробувач «Уралвагонзаводу». Також за його словами, танк «спокійно завівся і поїхав». «Ви тільки уявіть, яке хвилювання у хлопців, які вперше керують новою технікою…» — написав Жаріч у своєму «твіттері». Після цього цей запис Жаріча чомусь зник з його сторінки.
Танк «Армата» до цього раніше двічі зривав репетиції параду — на підмосковному полігоні в Алабіно. У звітах зазначалось: відмова органів керування агрегатами трансмісії. Доктор військових наук і президент Академії геополітичних проблем Костянтин Сівков вважає, що слова диктора на Красній площі про «заплановану зупинку» з метою «продемонструвати можливості щодо евакуації» є «не більше ніж спроба приховати інцидент». Раніше російські експерти відмітили, що машина Т-14, не пройшла етап державних випробувань, а лише заводські. Він до цього часу не вироблявся серійно і не був прийнятий на озброєння.

## Реакції на Заході
- У 2022 році Бундесвер отримав роботизовані макети російських танків, в тому числі Т-14 та Т-90М, виробництва компанії GaardTech[22].

## Бойове застосування

### Російсько-українська війна
В кінці грудня 2022 року російський пропагандист Володимир Соловйов заявив, що екіпажі танків Т-14 проходять бойове злагодження перед відрядженням на фронт.
25 квітня 2023 року російська пропаганда заявила, що танки Т-14 «Армата» вже перебувають на фронті й хоча участі в штурмових діях не беруть, російські загарбники використовують їх для завдання ударів по Силам Оборони України.

## Оператори
- Росія — у вересні 2015 року оголошувалися плани виготовити 2300 одиниць танку до 2020—2025 року.[25] У вересні 2016 було оголошено, що до 2019 року у війська буде поставлено 70 серійно виготовлених танків.[26] На військовому форумі Армія-2017 вже було оголошено про постачання 100 танків до 2020 року[27]. У 2018 році заступник міністра оборони Росії Олексій Криворучко повідомив про плани отримати 132 Т-14 та Т-15 до 2021 року[1]. У 2021 році було заявлено про отримання дослідної партії з 20 машин[3].

## Галерея

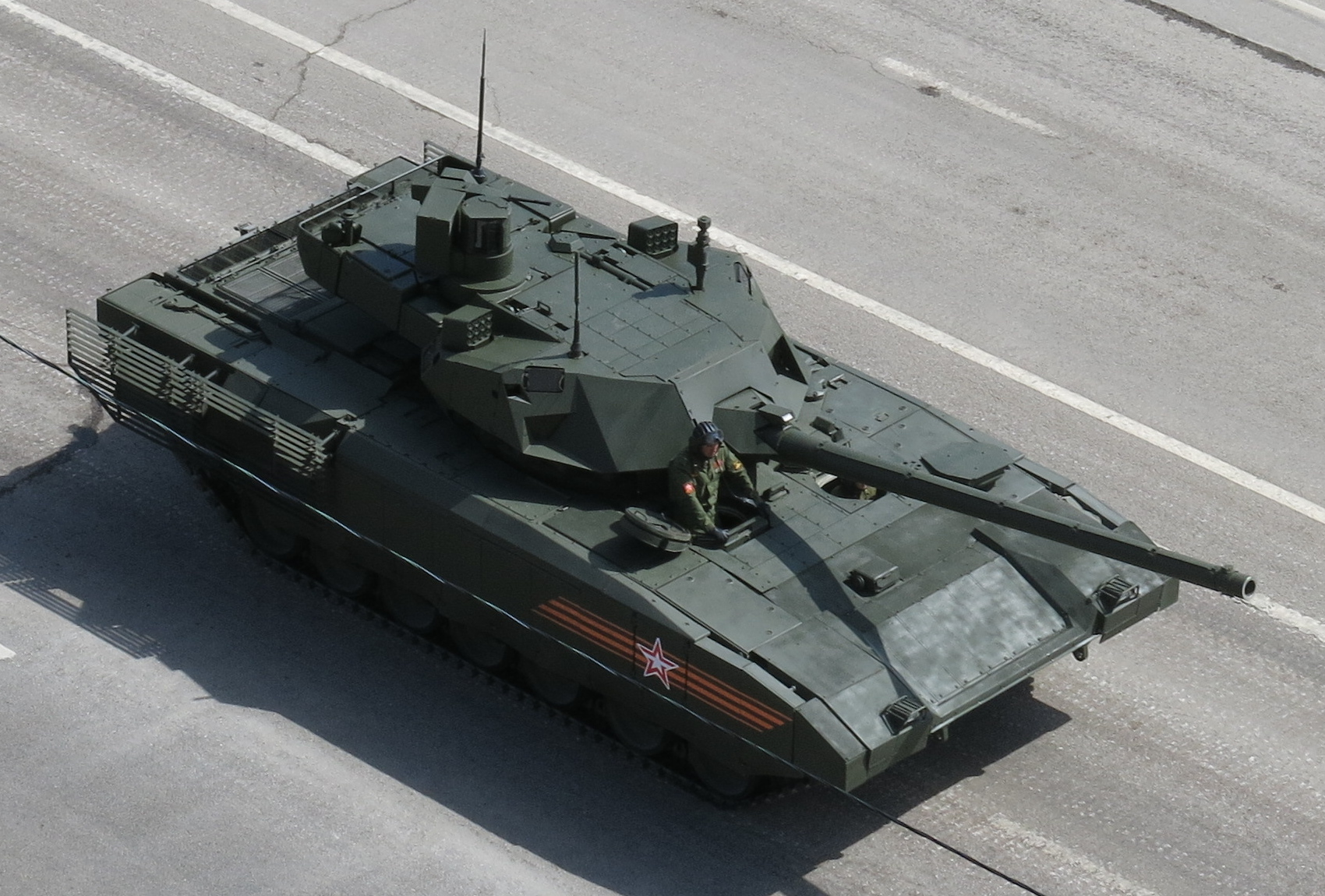
Вид згори
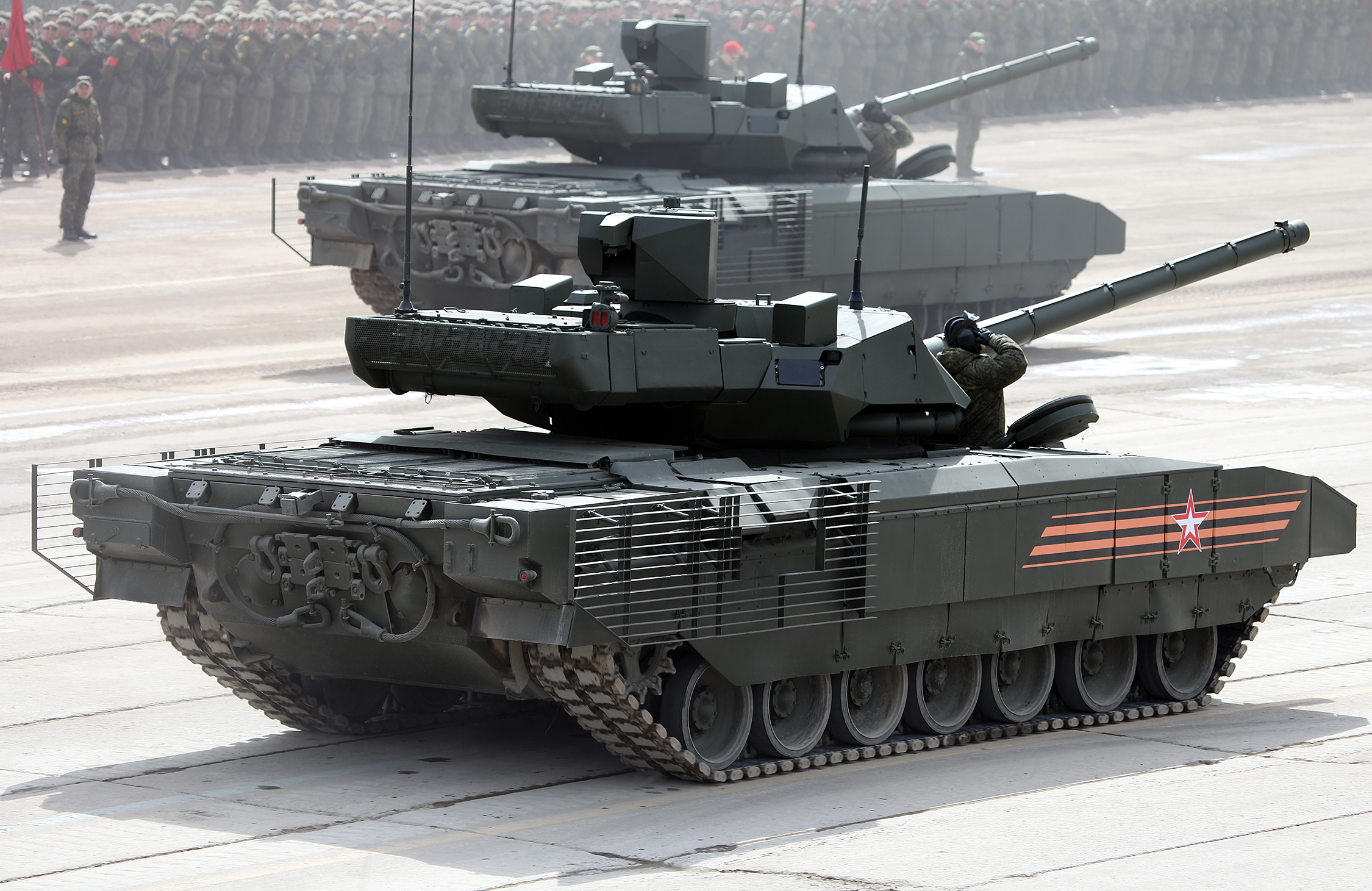
Вид ззаду
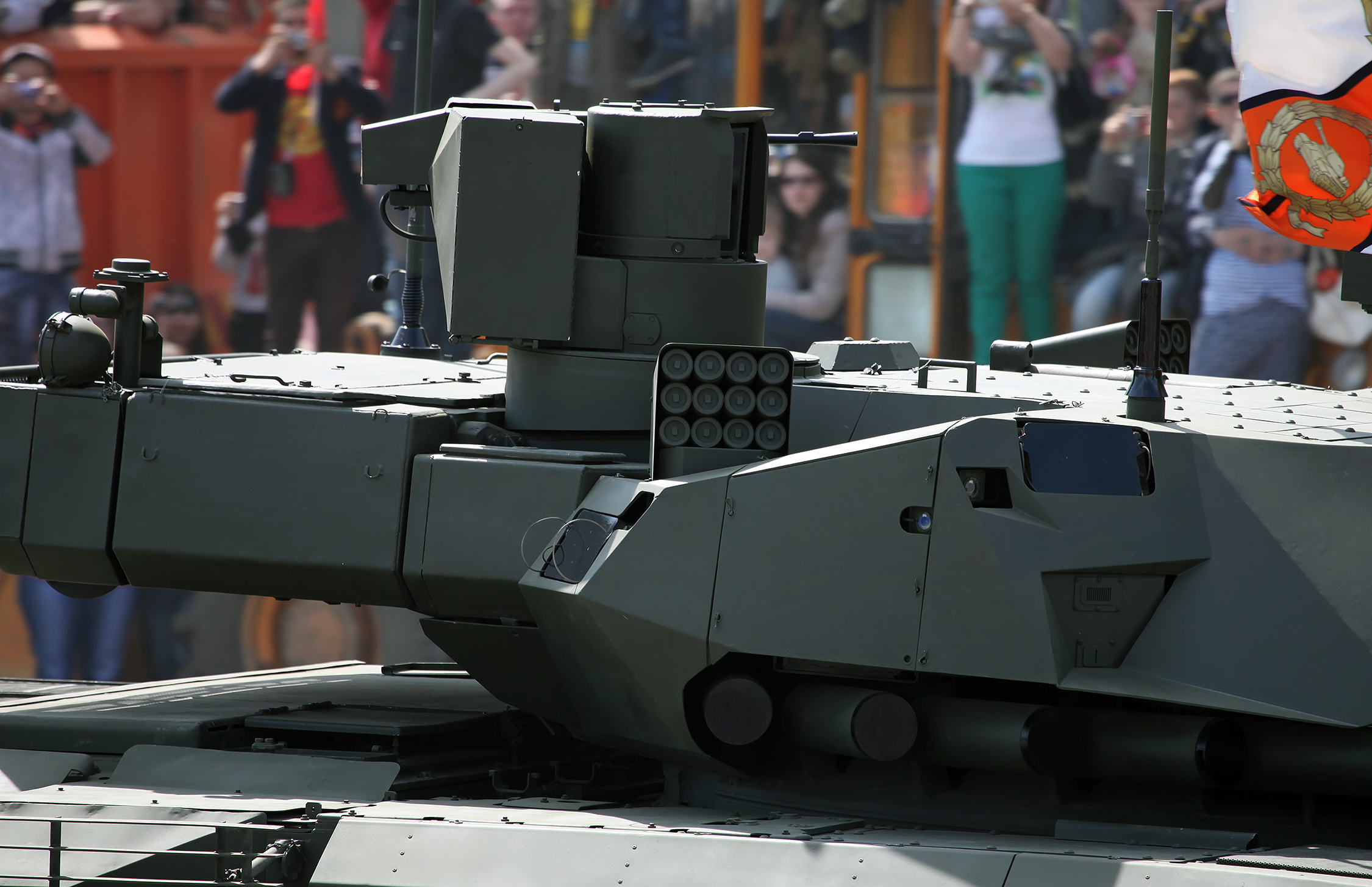
Близький план башти

## Інші машини сімейства
- «Армата» — гусенична платформа, на базі якої створено сам Т-14

- Т-15 — важка бойова машина піхоти.
- ТОС-2 — важка вогнеметна система залпового вогню.
- 2С35 Коаліція-СВ — самохідна артилерійська установка калібру 152 мм.
- T-16 — броньована ремонтно-евакуаційна машина.